# Anoda pubescens
Anoda pubescens är en malvaväxtart som beskrevs av Diederich Franz Leonhard von Schlechtendal. Anoda pubescens ingår i släktet glansmalvor, och familjen malvaväxter. Inga underarter finns listade i Catalogue of Life.